# یواس‌اس جمهوری (ای‌پی-۳۳)
یواس‌اس جمهوری (ای‌پی-۳۳) (به انگلیسی: USS Republic (AP-33)) یک کشتی بود که طول آن ۵۹۹ فوت (۱۸۳ متر) بود. این کشتی در سال ۱۹۰۳ ساخته شد.